# Object Management Group
Object Management Group (OMG) – konsorcjum powstałe w 1989 r., w którego skład wchodziły m.in. firmy IBM, Apple Computer i Sun Microsystems. Celem konsorcjum było ustanowienie standardów międzyplatformowego, rozproszonego programowania obiektowego.
Najważniejszym dokonaniem OMG jest utworzenie standardu Common Object Request Broker Architecture (CORBA), który pojawił się w pierwszej wersji w 1991 r. W marcu 2003 opublikowana została wersja CORBA 3.0. OMG przejęła również pewne standardy z zaniechanego już projektu OpenDoc dla dokumentów złożonych.
Jednym z najnowszych opracowań jest standard dla języka modelowania UML (Unified Modeling Language) i pokrewnych technologii MOF i XMI.